# Claus Nowak
Claus Nowak (* 1949) ist ein deutscher Sachbuchautor, Biologe und Pädagoge.

## Leben und Wirken
Claus Nowak ließ sich in themenzentrierter Interaktion, Transaktionsanalyse und Psychodrama aus- und weiterbilden. 18 Jahre lang war er als Gymnasiallehrer und in der Weiterbildung von Referendaren, Beratungslehrern und Schulleitungen tätig. Seit mehr als 30 Jahren arbeitet Nowak national und international als Trainer, Berater und Ausbilder in den Bereichen Training, Coaching Konfliktmanagement und Organisationsberatung. Er ist Mitbegründer des Ratwege-Instituts für personale und organisationale Weiterentwicklung.
Nowak ist Honorarprofessor für Personal- und Organisationsentwicklung an der Universität Hamburg sowie Stifter und Mitglied des Stiftungsrates der nach ihm benannten Professor-Nowak-Stiftung, die „Bildung und Erziehung mit dem Ziel der Verbreitung und Vertiefung eines ökologischen und interkulturellen Verständnisses“ fördern will, sowie Kuratoriumsmitglied der Klaus-Jensen-Stiftung für zivile Konfliktbearbeitung.
Er publiziert zu den Bereichen Teamentwicklung, Kommunikation, Coaching, Konfliktmanagement, Mediation und Organisationsberatung.

## Schriften (Auswahl)
- Autonomes Lernen mit Elementen der TZI im Oekologieunterricht der Sekundarstufe II. In: A. Prengel (Hrsg.): Gestaltpädagogik. Beltz 1983.
- mit Ute Bernhardi: 13 Wege, einen Baum zu betrachten: lebendiges Lernen im Biologieunterricht. 1. Auflage. iskopress, Salzhausen 1993, ISBN 3-89403-216-2.
- Transaktionsanalyse in der gruppenpädagogischen Praxis. In: V. Buddrus, W. Pallasch (Hrsg.): Humanistische Pädagogik. Klinkhardt 1995.
- Konfliktmanagement in Teams. In: Zeitschr. f. Psychodrama und Soziometrie. Nr. 1, 2005, S. 131–143.
- mit Manfred Gührs: Kompass Interaktionspädagogik – Sicher navigieren in interaktionellen Lernprozessen. 1. Auflage. Verlag Christa Limmer, Meezen 2011, ISBN 978-3-928922-20-3.
- mit Elfriede Neubert-Liehm: Magic Moments in Team- und Veränderungsprozessen. In: Organisationsentwicklung : Zeitschrift für Unternehmensentwicklung und Change Management. Band 30, Nr. 2, 2011, S. 74–79.
- mit Manfred Gührs: Das konstruktive Gespräch: ein Leitfaden für Beratung, Unterricht und Mitarbeiterführung mit Konzepten der Transaktionsanalyse. 7. Auflage. Verlag Christa Limmer, Meezen 2014, ISBN 978-3-928922-00-5.
- Mediation im Kontext eines strategischen Konfliktmanagements. In: S. Weigel: Theorie und Praxis der Transaktionsanalyse in der Mediation. Nomos, Baden-Baden 2014.
- Geometrien der Veränderung: 70 Modelle für Führung, Coaching und Change-Management. 1. Auflage. Verlag Christa Limmer, Meezen 2015, ISBN 978-3-928922-33-3.
- mit Manfred Gellert: Teamarbeit – Teamentwicklung – Teamberatung: Ein Praxisbuch für die Arbeit in und mit Teams. 5. Auflage. Verlag Christa Limmer, Meezen 2016, ISBN 978-3-928922-13-5.
- Macht und Ohnmacht von Leitung. In: Jahrbuch Schulleitung 2017. Wolters Kluwer, 2017.
- Systemisch – was denn sonst? Zum inflationären Gebrauch des Begriffs Systemisch. In: Organisationsberatung, Supervision, Coaching (OSC). Vol. 24, Nr. 4, 2017.
- Training Gesprächsführung: Ein Übungsbuch zum konstruktiven Gespräch. 4. Auflage. Verlag Christa Limmer, Meezen 2018, ISBN 978-3-928922-04-3.